# Selîska, Peremîșleanî
Selîska (în ucraineană Селиська) este un sat în comuna Romaniv din raionul Peremîșleanî, regiunea Liov, Ucraina.

## Demografie
Componența lingvistică a localității Selîska
     Ucraineană (100%)
Conform recensământului din 2001, toată populația localității Selîska era vorbitoare de ucraineană (100%).